# KV Mechelen in het seizoen 1996/97

## Verslag
KV Mechelen was ook voor aanvang van seizoen 1996/97 zeer actief op de transfermarkt. De club nam afscheid van onder meer Alex Czerniatynski, Marcos Pereira, Jan-Pieter Martens en Bart Mauroo; de Oostenrijker Ralph Hasenhüttl en de Georgiër Revaz Arveladze waren de opvallendste nieuwkomers. Met Gunther Van Handenhoven, Tom Caluwé, Jan Verlinden  en Sven Vandenbroeck maakten ook enkele jeugdtalenten de overstap naar het eerste elftal.
Willy Reynders, die na het ontslag van Walter Meeuws een jaar eerder tot hoofdcoach was gepromoveerd, behield aanvankelijk het vertrouwen van het bestuur. Maar Reynders slaagde er ditmaal niet in om met het jeugdig Mechelen een plaats in de middenmoot af te dwingen. Malinwa kon in de eerste tien competitiewedstrijden slechts één keer winnen en belandde zo al snel in de degradatiezone. In oktober 1996 werd Reynders ontslagen. In afwachting van een nieuwe trainer nam assistent-coach Zivica Kanacki tijdelijk het roer over. Begin november werd de ervaren Georges Heylens aangenomen als nieuwe hoofdcoach. Onder de Brusselaar veroverde Mechelen in eerste instantie meer punten, maar een desastreus seizoenseinde - Malinwa verzamelde twee punten in de laatste negen duels - zorgde ervoor dat Mechelen de competitie afsloot op de voorlaatste plaats. In minder dan tien jaar na het veroveren van de Europacup II en de landstitel zakte de club opnieuw naar de Tweede Klasse.
In de beker werd KV Mechelen in de 1/8 finale uitgeschakeld door tweedeklasser KFC Tielen.

## Selectie
| Naam                    | Nationaliteit | Geboortedatum | Vorige club          |
| ----------------------- | ------------- | ------------- | -------------------- |
| Keepers                 |               |               |                      |
| Pierre Drouguet         | België        | 02-05-1962    | Beerschot VAC        |
| Ivan Willockx           | België        | 11-12-1975    | /                    |
| Antoni Filevski         | Macedonië     | 26-03-1966    | Vardar Skopje        |
| Verdedigers             |               |               |                      |
| Johan Bal               | België        | 07-04-1975    | /                    |
| Jurgen De Neys          | België        | 14-08-1974    | /                    |
| Davy Gysbrechts         | België        | 20-09-1972    | /                    |
| Didier Segers           | België        | 21-02-1965    | Antwerp FC           |
| Joos Valgaeren          | België        | 03-03-1976    | Verbroedering Geel   |
| Vital Vanaken           | België        | 09-03-1962    | Lommel SK            |
| Gunther Van Handenhoven | België        | 16-12-1978    | /                    |
| Jan Verlinden           | België        | 08-03-1977    | /                    |
| Stijn Vreven            | België        | 18-07-1973    | /                    |
| Middenvelders           |               |               |                      |
| Revaz Arveladze         | Georgië       | 15-09-1969    | FC 08 Homburg        |
| Tom Caluwé              | België        | 11-04-1978    | /                    |
| Zoran Jevtic            | Joegoslavië   | 16-04-1970    | Olympic Charleroi    |
| Frank Leen              | België        | 22-01-1967    | Lommel SK            |
| Aldo Martino            | België        | 24-03-1977    | /                    |
| Michel Minko            | Burundi       | 10-04-1974    | Vital'O              |
| Alain Peetermans        | België        | 05-12-1967    | Sint-Truidense VV    |
| Marc Van Britsom        | België        | 19-01-1966    | SK Beveren           |
| Sven Vandenbroeck       | België        | 22-09-1979    | /                    |
| Aanvallers              |               |               |                      |
| Marijo Dodik            | Kroatië       | 14-02-1974    | Željezničar Sarajevo |
| João Elias              | Angola        | 12-12-1973    | Hemptinne-Eghezée    |
| Ralph Hasenhüttl        | Oostenrijk    | 09-08-1967    | Casino Salzburg      |
| Désiré Mbonabucya       | Rwanda        | 25-02-1977    | Birombe Sport        |
| Vančo Micevski          | Macedonië     | 28-08-1971    | Sileks Kratovo       |
| Mathy Peeters           | België        | 10-04-1965    | Lommel SK            |

- = Aanvoerder

### Technische staf
| Functie         | Naam            | Nationaliteit        | Opmerking                                                      |
| --------------- | --------------- | -------------------- | -------------------------------------------------------------- |
| Coach           | Georges Heylens | België               | Hoofdcoach vanaf 4 november 1995.                              |
| Coach           | Willy Reynders  | België               | Ontslagen op 14 oktober 1995.                                  |
| Assistent-coach | Zivica Kanacki  | Joegoslavië / België | Hoofdcoach ad-interim van 15 oktober 1995 tot 3 november 1995. |

## Transfers

### Zomer
| Naam                    | Nationaliteit | Van/naar          | Type        |
| ----------------------- | ------------- | ----------------- | ----------- |
| Inkomend                |               |                   |             |
| Revaz Arveladze         | Georgië       | FC 08 Homburg     | Gekocht     |
| João Elias              | Angola        | Hemptinne-Eghezée | Gekocht     |
| Ralph Hasenhüttl        | Oostenrijk    | Casino Salzburg   | Gekocht     |
| Zoran Jevtic            | Joegoslavië   | Olympic Charleroi | Gekocht     |
| Vančo Micevski          | Macedonië     | Sileks Kratovo    | Gekocht     |
| Antoni Filevski         | Macedonië     | Vardar Skopje     | Gekocht     |
| Tom Caluwé              | België        | /                 | Eigen jeugd |
| Aldo Martino            | België        | /                 | Eigen jeugd |
| Gunther Van Handenhoven | België        | /                 | Eigen jeugd |
| Sven Vandenbroeck       | België        | /                 | Eigen jeugd |
| Jan Verlinden           | België        | /                 | Eigen jeugd |
| Uitgaand                |               |                   |             |
| Alex Czerniatynski      | België        | Germinal Ekeren   | Verkocht    |
| Koen Kesselaers         | België        | Rita Berlaar      | Verkocht    |
| Jan-Pieter Martens      | België        | Roda JC           | Verkocht    |
| Bart Mauroo             | België        | KSV Waregem       | Verkocht    |
| Marcos Pereira          | Brazilië      | Zwarte Leeuw      | Verkocht    |
| Patrick Rondags         | België        | KVC Westerlo      | Verkocht    |
| Carlo Camilleri         | België        | Felgueiras        | Verkocht    |
| Jean-Marie M'Buye       | Burundi       | niet bekend       | niet bekend |

### Winter
| Naam             | Nationaliteit | Van/naar     | Type     |
| ---------------- | ------------- | ------------ | -------- |
| Inkomend         |               |              |          |
| Uitgaand         |               |              |          |
| Vital Vanaken    | België        | Club Luik    | Verkocht |
| Marc Van Britsom | België        | Real Murcia  | Verkocht |
| Alain Peetermans | België        | KVC Westerlo | Verkocht |

## Uitrustingen
Shirtsponsor(s): Veralu

Sportmerk: Erreà
| Thuis | Uit | Doelman |  |

## Competitie

### Overzicht
| Speeldag  | 1 | 2 | 3 | 4 | 5 | 6 | 7 | 8 | 9 | 10 | 11 | 12 | 13 | 14 | 15 | 16 | 17 | 18 | 19 | 20 | 21 | 22 | 23 | 24 | 25 | 26 | 27 | 28 | 29 | 30 | 31 | 32 | 33 | 34 |
| --------- | - | - | - | - | - | - | - | - | - | -- | -- | -- | -- | -- | -- | -- | -- | -- | -- | -- | -- | -- | -- | -- | -- | -- | -- | -- | -- | -- | -- | -- | -- | -- |
| Resultaat | g | v | g | g | g | w | g | v | v | v  | w  | v  | v  | w  | v  | v  | g  | w  | g  | g  | w  | v  | v  | w  | w  | v  | v  | g  | g  | v  | v  | v  | v  | v  |
| Punten    | 1 | 1 | 2 | 3 | 4 | 7 | 8 | 8 | 8 | 8  | 11 | 11 | 11 | 14 | 14 | 14 | 15 | 18 | 19 | 20 | 23 | 23 | 23 | 26 | 29 | 29 | 29 | 30 | 31 | 31 | 31 | 31 | 31 | 31 |

### Klassement
|         |    |                     | P  | W  | G  | V  | +  | -  | DS  | Ptn |
| ------- | -- | ------------------- | -- | -- | -- | -- | -- | -- | --- | --- |
| K (CL)  | 1  | Lierse              | 34 | 21 | 10 | 3  | 70 | 38 | 32  | 73  |
| (UEFA)  | 2  | Club Brugge         | 34 | 22 | 5  | 7  | 69 | 34 | 35  | 71  |
| (UEFA)  | 3  | Excelsior Moeskroen | 34 | 17 | 10 | 7  | 60 | 38 | 22  | 61  |
| (UEFA)  | 4  | RSC Anderlecht      | 34 | 16 | 10 | 8  | 59 | 36 | 23  | 58  |
|         | 5  | Lommel              | 34 | 16 | 9  | 9  | 50 | 48 | 2   | 57  |
|         | 6  | Antwerp             | 34 | 16 | 5  | 13 | 51 | 49 | 2   | 53  |
|         | 7  | Standard            | 34 | 16 | 2  | 16 | 55 | 55 | 0   | 50  |
|         | 8  | Genk                | 34 | 13 | 9  | 12 | 49 | 43 | 6   | 48  |
|         | 9  | Harelbeke           | 34 | 12 | 11 | 11 | 50 | 42 | 8   | 47  |
| (beker) | 10 | Germinal Ekeren     | 34 | 13 | 7  | 14 | 56 | 57 | -1  | 46  |
|         | 11 | Sint-Truiden        | 34 | 10 | 9  | 15 | 46 | 56 | -10 | 39  |
|         | 12 | Lokeren             | 34 | 10 | 8  | 16 | 41 | 57 | -16 | 38  |
|         | 13 | Charleroi           | 34 | 10 | 7  | 17 | 44 | 58 | -14 | 37  |
|         | 14 | AA Gent             | 34 | 10 | 6  | 18 | 44 | 58 | -14 | 36  |
|         | 15 | Eendracht Aalst     | 34 | 8  | 12 | 14 | 44 | 55 | -11 | 36  |
|         | 16 | RWDM                | 34 | 8  | 11 | 15 | 32 | 43 | -11 | 35  |
| D       | 17 | KV Mechelen         | 34 | 7  | 10 | 17 | 33 | 55 | -22 | 31  |
| D       | 18 | Cercle Brugge       | 34 | 6  | 9  | 19 | 36 | 67 | -31 | 27  |

P: wedstrijden gespeeld, W: wedstrijden gewonnen, G: gelijke spelen, V: wedstrijden verloren, +: gescoorde doelpunten, -: doelpunten tegen, DS: doelsaldo, Ptn: totaal punten
K: kampioen, D: degradeert, (beker): bekerwinnaar, (UEFA): geplaatst voor UEFA-beker

## Statistieken
| Naam                    | Eerste klasse | Eerste klasse | Beker van België | Beker van België | Totaal | Totaal |
| Naam                    | Wed           | Goals         | Wed              | Goals            | Wed    | Goals  |
| ----------------------- | ------------- | ------------- | ---------------- | ---------------- | ------ | ------ |
| Pierre Drouguet         | 22            | 0             | 2                | 0                | 24     | 0      |
| Ivan Willockx           | 11            | 0             | 0                | 0                | 11     | 0      |
| Antoni Filevski         | 2             | 0             | 0                | 0                | 2      | 0      |
| Johan Bal               | 31            | 0             | 2                | 0                | 33     | 0      |
| Jurgen De Neys          | 23            | 1             | 2                | 0                | 25     | 1      |
| Davy Gysbrechts         | 32            | 0             | 2                | 0                | 34     | 0      |
| Didier Segers           | 16            | 1             | 1                | 0                | 17     | 1      |
| Joos Valgaeren          | 28            | 1             | 1                | 1                | 29     | 2      |
| Vital Vanaken           | 14            | 0             | 0                | 0                | 14     | 0      |
| Gunther Van Handenhoven | 3             | 0             | 0                | 0                | 3      | 0      |
| Jan Verlinden           | 4             | 0             | 0                | 0                | 4      | 0      |
| Stijn Vreven            | 29            | 1             | 2                | 0                | 31     | 1      |
| Revaz Arveladze         | 25            | 4             | 2                | 0                | 27     | 4      |
| Tom Caluwé              | 20            | 1             | 2                | 0                | 22     | 1      |
| Zoran Jevtic            | 5             | 0             | 0                | 0                | 5      | 0      |
| Frank Leen              | 32            | 2             | 2                | 0                | 34     | 2      |
| Aldo Martino            | 2             | 0             | 0                | 0                | 2      | 0      |
| Michel Minko            | 3             | 0             | 1                | 0                | 4      | 0      |
| Alain Peetermans        | 3             | 0             | 0                | 0                | 3      | 0      |
| Marc Van Britsom        | 6             | 0             | 0                | 0                | 6      | 0      |
| Sven Vandenbroeck       | 9             | 0             | 0                | 0                | 9      | 0      |
| Marijo Dodik            | 26            | 2             | 2                | 1                | 28     | 3      |
| João Elias              | 19            | 1             | 2                | 0                | 21     | 1      |
| Ralph Hasenhüttl        | 27            | 8             | 2                | 1                | 29     | 9      |
| Désiré Mbonabucya       | 33            | 10            | 2                | 0                | 35     | 10     |
| Vančo Micevski          | 12            | 1             | 1                | 0                | 13     | 1      |
| Mathy Peeters           | 14            | 0             | 0                | 0                | 14     | 0      |